# Glycuroconjugaison
La glycuroconjugaison ou la glucuroconjugaison est la réaction chimique qui permet la formation d'une nouvelle molécule par fixation sur un substrat d'une molécule d'acide glucuronique.
Cette réaction se produit souvent dans l'organisme humain pour permettre d'éliminer un produit toxique (ou un médicament). Elle se produit essentiellement dans le foie grâce à l'action d'une enzyme : la glucuronosyltransférase. La nouvelle molécule est ainsi plus soluble dans l'eau et peut être plus facilement éliminée par les reins.
Cette voie est utilisée en particulier pour l'élimination des antibiotiques de la famille des fluoroquinolones